# アラン・ハワース (ハワース男爵)

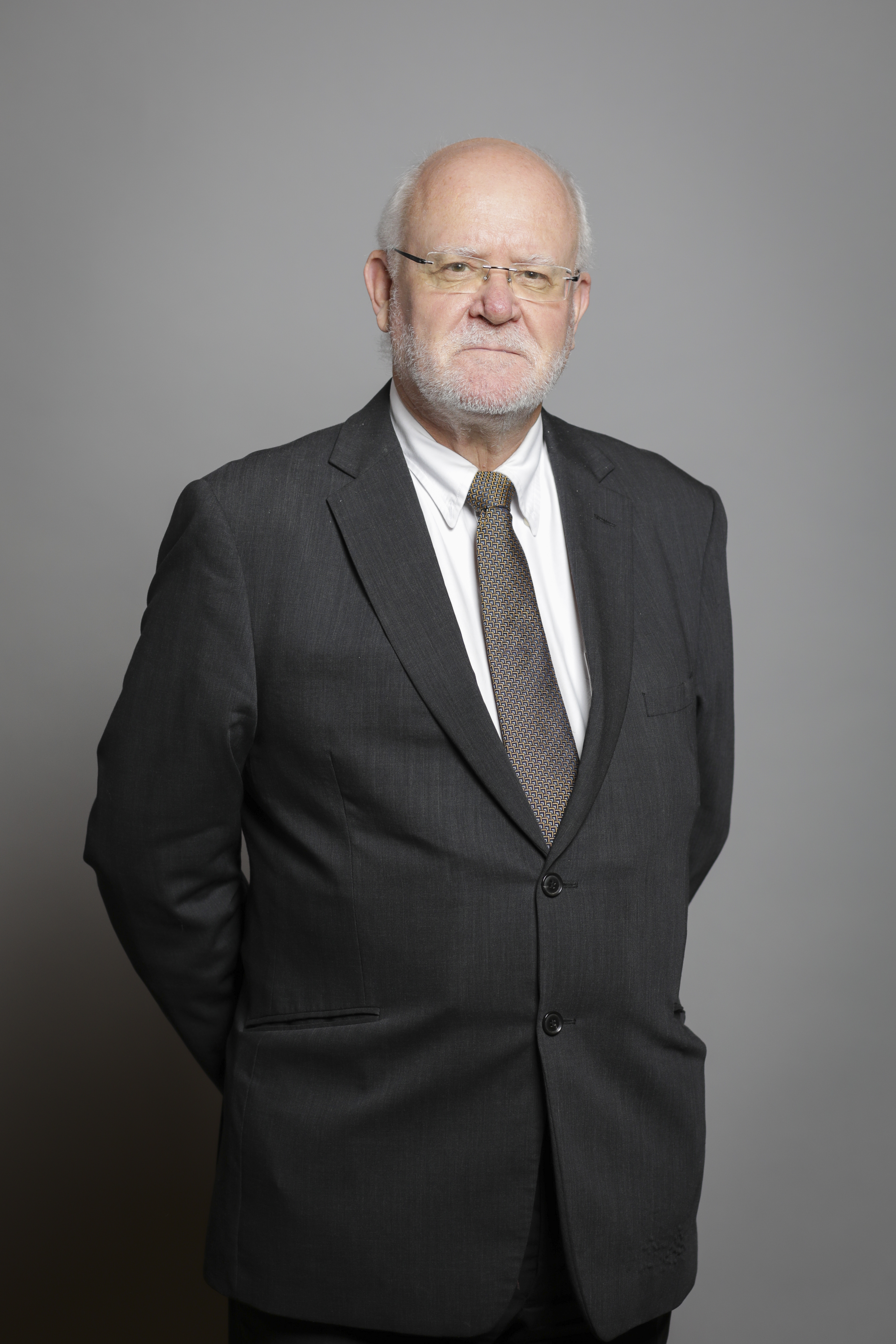
ハワース男爵の公式肖像写真、2019年撮影。

ハワース男爵アラン・ロバート・ハワース（英: Alan Robert Haworth, Baron Haworth、1948年4月26日 – 2023年8月28日）は、イギリス労働党の政治家。1975年から2004年まで党内の職員を務め、うち1992年から2004年までは議会労働党（労働党の院内会派）書記を務めた。2004年に一代貴族に叙され、貴族院議員に就任した。

## 生涯

### 生い立ち
ジョン・ハワース（John Howard）と妻ヒルマ（Hilma、旧姓ウェストヘッド）の息子として、1948年4月26日にランカシャー州ブラックバーンで生まれた。ハワースの両親はブラックバーン近郊のレヴィッジ（Revidge）で食料雑貨店を経営した人物であり、ハワースも同地で幼少期を過ごした。
セント・シラス小学校に通った後、1959年にブラックバーン・テクニカル・アンド・グラマー・スクール（Blackburn Technical and Grammar School）に進学、1968年にセント・アンドルーズ大学医学部に進学したが、1年で中退した。その後、バーキング地域テクニカルカレッジに入学して、1971年に社会学の学位を修得した。テクニカルカレッジ在学中は学生自治会会長を務めた。卒業後は1973年から1975年まで同校の学籍担当事務官を務めた。

### 政界での経歴
1975年に議会労働党（労働党の院内会派）に入ってCommittee Officerを務め、1985年にSenior Committee Officerに昇進した。1992年からは書記を兼任した。2004年にこれらの役職から退任し、同年6月28日に一代貴族であるロス・アンド・クロマーティにおけるフィッシャーフィールドのハワース男爵に叙された。
1970年代にはハロルド・ウィルソンら労働党の指導者と敵対し、一部の活動家とともにニューアム・ノース・イースト選挙区選出庶民院議員だったレグ・プレンティスを選挙区の放漫経営と政策の右翼傾向で批判、次期総選挙の労働党候補から下ろすことに成功した。プレンティスの支持者は裁判所でハワースを含む活動家7名を違法集会で告訴したが、敗訴に終わった。その後、プレンティスは1977年に保守党に転じ、1979年の総選挙で保守党当選確実のダヴェントリー選挙区から出馬して議席を保った。
1980年代に保守党所属庶民院議員となったアラン・ハワース（Alan Howarth）と名前が似ていたため、2人を間違えて情報を送信してしまうミスが頻発した。そのため、2人は「不可侵協定」を締結し、このようなミスで知った情報は使わないとした。保守党所属のハワースは1995年に労働党に転じたが、2005年に一代貴族に叙されると貴族院で同様の問題が生じた。
2009年12月、『タイムズ』紙はハワース男爵がそれまで20年間居住地をロンドンの住所としていたが、「叙爵を受けたことでロンドンでの責務を引き受けたにもかかわらず」2005年よりロス・アンド・クロマーティ州オックにあるコテージに変え、航空券などの名目で10万ポンドの経費を請求したと批判したが、貴族院書記官マイケル・ポウノールは調査を経て2010年2月に報告書を発表、月2回飛行機でロス・アンド・クロマーティに行った証拠が提出されたため、居住地偽装は認められないとした。

### 死去
ハワースは2023年7月にも貴族院で投票した記録があり、7月20日に登山したとの報道もあったが、妻とのグリーンランド、アイスランド旅行中に病気で倒れ、ヘリコプターでレイキャヴィークの病院に運ばれて治療を受けたものの2023年8月28日朝に死去した。
労働党党首キア・スターマーはハワース男爵を「労働者の生活を改善する決心をもって、粛々と仕事を進めた」と評し、元首相トニー・ブレアはハワース男爵を「ウィットに富む親友だった」と評した。労働党貴族院院内総務であるバジルドンのスミス女男爵アンジェラ・スミスもハワース男爵が「過去と現在の議員に関する百科事典並の知識」を有したと評した。

## 著作
ハワースはディアーン・ヘイターとともに『Men Who Made Labour』を著した。労働党が議席を得た最初の総選挙である1906年イギリス総選挙に当選した議員29名の伝記である。

## 私生活
1人目の妻はジル・コール（Gill Cole）だったが、2人は離婚した。
1991年に弁護士マギー・レイ（Maggie Rae、ハワース男爵の死去時点で存命）と再婚した。1997年イギリス総選挙直前の1997年1月、2人は秘密裏に次期首相トニー・ブレアを王太子妃ダイアナに紹介した。
私生活ではセント・アンドルーズ大学在学中より登山好きだった。
労働党党首ジョン・スミスとトニー・ブレアの親しい友人だった。